# Nakajima A4N
Nakajima A4N var en japansk jager, der blev brugt af den japanske flåde under den anden kinesisk-japanske krig og den anden verdenskrig.
A4N var baseret på forgængeren Nakajima A2N, der igen var løst baseret på den amerikanske Boeing F4B, men næsten hele strukturen blev redesignet, skrogets tværsnit blev reduceret, spændvidden til vingerne blev øget, og maskinen blev udstyret med den kraftigere Nakajima Hikari 1 motor.
Prototypen gennemførte sin første flyvning i 1934 og blev evalueret i konkurrence mod den mere moderne jager Mitsubishi A5M. Dog blev kontrakter for produktion af begge typer skrevet. Den første og eneste produktionsudgave, hvoraf i alt 221 maskiner skulle blive produceret frem til 1940, fik betegnelsen A4N1 og er kendt som type 95 og blev operativ i den japanske flåde i januar 1936.
Nakajima A4N1 fik sin ilddåb, da de fra hangarskibet Hōshō blev sat ind mod mål i Kina ved begyndelsen af den anden kinesisk-japanske krig i 1937. Flytypen blev hurtigt erstattet af Mitsubishi A5M i frontlinien og blev derefter brugt som avanceret træningsfly. Den blev dog i Kina også brugt til at forsvare flybaser, til rekognoscering, og til nærstøtte udstyret med to 60 kg bomber.